# フランドル伯

フランドル伯の紋章

フランドル伯（フランス語: Comte de Flandre）は、現在のベルギー北部、フランス北部のフランドルを864年から1795年まで支配した領主、またはその称号。

## 歴史

### 成立から最盛期まで
フランドル地方はフランク王国分割の際に843年のヴェルダン条約では中フランク王国に属したが、870年のメルセン条約では西フランク王国に大部分が併合された。フランドル伯は形式上は西フランク王の封建臣下となったが、東西フランク王国（後にはフランス王国と神聖ローマ帝国）の緩衝地帯として両国と関係しながらも大幅な独立性を保っていた。フランドル家はカロリング家やイングランド王アルフレッド大王の血統を引いた名家であり、ノルマンディー公ギヨーム2世（イングランド王ウィリアム1世）やフランス王フィリップ2世はフランドル伯家と婚姻することにより、王としての正統性を高めている。
フランドル伯家は、イングランド王家やフランス王家と繋がりを保ちながら婚姻政策を中心にエノー伯領、アルトワ伯領など周辺の領域に勢力を広げ、その支配地域は、11世紀頃からイングランドから輸入した羊毛から生産する毛織物によりヨーロッパの経済の中心として栄えた。ボードゥアン7世が跡継ぎ無く死去すると一時、後継争いが激しくなり混乱したが、アルザス家のティエリがフランドル伯位を継いで安定した。十字軍にも参加し、1202年の第4回十字軍ではボードゥアン9世がラテン皇帝となっている。
しかし、この後は女性領主が続き、経済的には最盛期が続いていたが、都市市民の力が強くなり、一方ではフランス王権がフィリップ2世以降非常に強力になったため、その圧迫を受けることになった。またダンピエール家の継承時に継承戦争が起こり、フランス王の干渉を招いたが、この結果エノー伯領等が分離し、伯権は弱体化した。

### フランスによる併合
フランス王フィリップ4世は豊かなフランドル地方の支配を狙い、当時のフランドル伯ギー・ド・ダンピエールはイングランド王エドワード1世と結んで対抗した。1297年にフィリップ4世はフランドルの併合を宣言し、1300年にギーを捕らえて、ジャック・ド・シャティヨンをフランドル総督に任命した。
しかし、その支配が過酷だったため、1302年5月18日にブルッヘにおいて市民の反乱が起こり、フランス人が虐殺された。再び侵攻して来たフランス軍に対しフランドルの諸都市は同盟を結んでこれに抵抗し、1302年7月11日にコルトレイクにおける金拍車の戦いで歩兵中心のフランドルの都市連合軍が騎士中心のフランス軍を破った。これにより、その後も和睦と戦闘を繰り返しながらフランドル伯家は存続した。

### 百年戦争以降
百年戦争時にもフランドル伯はしばしばイングランド側に与した。マルグリット3世がヴァロワ・ブルゴーニュ家のフィリップ2世と結婚して以降はブルゴーニュ公と同君連合となる。そして同家はフランスのブルゴーニュ公としてよりフランドルの君主としての利害を重視するようになり、仏王家としばしば対立した。シャルル2世豪胆公が戦死した後は、その娘マリーと結婚したマクシミリアン1世のハプスブルク家に受け継がれた。
カール5世によってハプスブルク家がスペイン系とオーストリア系に分けられると、伯位はスペイン系が受け継いだ。スペイン継承戦争の後にオーストリア系に譲渡され、1795年のフランス革命戦争によってフランドル伯の称号は廃止された。
ベルギー王国の成立後、王族の儀礼称号として復活したが、2001年に再び廃止された。

## 歴代フランドル伯

### フランドル祖家
- ボードゥアン1世（鉄腕伯、862年 - 879年） - 西フランク王シャルル2世の娘であるジュディット（英語版）の夫としてフランドル伯となる。当初は王が結婚を拒んだため、ローマ教皇ニコラウス1世に請願し、婚姻許可を得た。870年までにヘントの聖ペテロ修道院（英語版）の在俗修道院長（英語版）の地位およびワースラント（英語版）伯領を得た。
- ボードゥアン2世（禿頭伯、879年 - 918年）
- アルヌール1世（大伯、918年 - 965年）
  - ボードゥアン3世（958年 - 962年、父アルヌール1世と共同統治）
- アルヌール2世（965年 - 988年）
- ボードゥアン4世（988年 - 1035年）
- ボードゥアン5世（1035年 - 1067年）
- ボードゥアン6世（1067年 - 1070年）
- アルヌール3世（1070年 - 1071年）
- ロベール1世（1071年 - 1093年）
- ロベール2世（1093年 - 1111年）
- ボードゥアン7世（1111年 - 1119年）

### エストリゼン家（ダヌマルク家）
- シャルル1世（善良伯、1119年 - 1127年） - デンマーク王クヌーズ4世（聖王）の息子

### ノルマンディー家
- ギヨーム・クリトン（1127年 - 1128年） - ノルマンディー公ロベール2世の息子

### アルザス家
- ティエリー（1128年 - 1168年）
- フィリップ1世（1168年 - 1191年）
- マルグリット1世（1191年 - 1194年）

### エノー家（フランドル家）
- ボードゥアン8世（マルグリット1世と共同統治：1191年 - 1194年）
- ボードゥアン9世（1195年 - 1206年）
- ジャンヌ（1206年 - 1244年）
  - フェラン（ジャンヌと共同統治：1212年 - 1233年） - ポルトガル王サンシュ1世の四男
  - トマ（ジャンヌと共同統治：1237年 - 1244年） - サヴォイア伯トンマーゾ1世の三男
- マルグリット2世（1244年 - 1247年、1251年 - 1278年）

### ダンピエール家
- ギヨーム2世（1247年 - 1251年）
- ギー（1278年 - 1305年）
- ロベール3世（1305年 - 1322年）
- ルイ1世（1322年 - 1346年）
- ルイ2世（1346年 - 1384年）
- マルグリット3世（1384年 - 1405年）

### ヴァロワ＝ブルゴーニュ家
- フィリップ2世（マルグリット3世と共同統治：1384年 - 1404年）
- ジャン1世（1405年 - 1419年）
- フィリップ3世（1419年 - 1467年）
- シャルル2世（1467年 - 1477年）
- マリー1世（1477年 - 1482年）

### アブスブール家
- マクシミリアン1世（マリー1世と共同統治：1477年 - 1482年）
- フィリップ4世（1482年 - 1506年）
- シャルル3世（1506年 - 1555年）
- フィリップ5世（1555年 - 1598年）
- イザベル1世（1598年 - 1621年）
  - アルベール1世と共同統治
- フィリップ6世（1621年 - 1665年）
- シャルル4世（1665年 - 1700年）

### ブルボン＝アンジュー家
- フィリップ7世（1700年 - 1710年）

### アブスブール家
- シャルル5世（1711年 - 1740年）
- マリー2世（1740年 - 1780年）

### アブスブール＝ロレーヌ家
- ジョゼフ1世（1780年 - 1789年）
- レオポルド1世（1790年 - 1792年）

### サクス＝コブール・エ・ゴータ家/ベルジック家
- フィリップ （1840年 - 1905年）
- シャルル （1910年 - 1983年）